# Centro de Pesquisa em Arqueologia e História Timbira
O Centro de Pesquisa em Arqueologia e História Timbira (CPAHT) é um museu público localizado na cidade de Imperatriz, no Maranhão. 

## Histórico
Foi inaugurado em 10 de agosto de 2015. Entre seus objetivos estão a pesquisa e a preservação da a cultura material e imaterial da região do sul do Maranhão, com base no acervo arqueológico que possibilita a reconstituição de civilizações que habitaram a região sul maranhense em períodos remotos.
O museu e resultado de estudos e pesquisas, consolidados pelo Núcleo de Estudos Africanos e Indígenas (NEAI) da Universidade Estadual da Região Tocantina do Maranhão, buscando incentivar e apoiar a produção e a difusão de conhecimentos nas áreas das Africanidades, Estudos Indígenas, Arqueologia, Educação Patrimonial e Cultura Popular.
Também estão em exposição os aspectos dos patrimônios material e imaterial da etnia timbira que vive no sul do Maranhão, Tocantins, Pará e Goiás.
O centro homenageia populações que dominaram a extensa área do Cerrado Maranhense e que física, linguística e culturalmente são caracterizados como da família Jê, e agrupam os povos Timbirasː Apanyekrá, Apinayé, Rankocamekra, Gavião Parkatejê, Krahô, Krikati e Gavião Pykopjê. A exposição é composta de acervo arqueológico proveniente de pesquisas realizadas na região de Imperatriz, dispondo também de acervo etnológico, com materiais de uso cotidiano e ritualístico representativos dos povos Timbira, que nos remetem à nossa herança cultural, memória e identidade.
O CPAHT é vinculado à UEMASUL. 